# نبرد ساندویچ (۱۲۱۷)
نبرد ساندویچ (انگلیسی: Battle of Sandwich) که گاهی با نام نبرد دوور هم شناخته می‌شود، در تاریخ ۲۴ اوت ۱۲۱۷ و به عنوان بخشی از نخستین نبرد بارون‌ها صورت گرفت، ناوگان پلانتاژنه انگلیسی تحت امر هوبرت دی برو، نخستین ارل کنت به نیروهای دریایی فرانسه به رهبری یوستس دی مونک و متحدش روبرت کورتنای از ساندویچ، کنت هجوم بردند، انگلیسی‌ها کشتی سرفرماندهی فرانسه و همینطور بسیاری از کشتی‌های همراه و کمک‌رسان را نیز تصرف کردند که همین امر باعث شد تا سایر کشتی‌های فرانسوی مجبور به بازگشت به سمت بندر کاله شوند

## نگارخانه

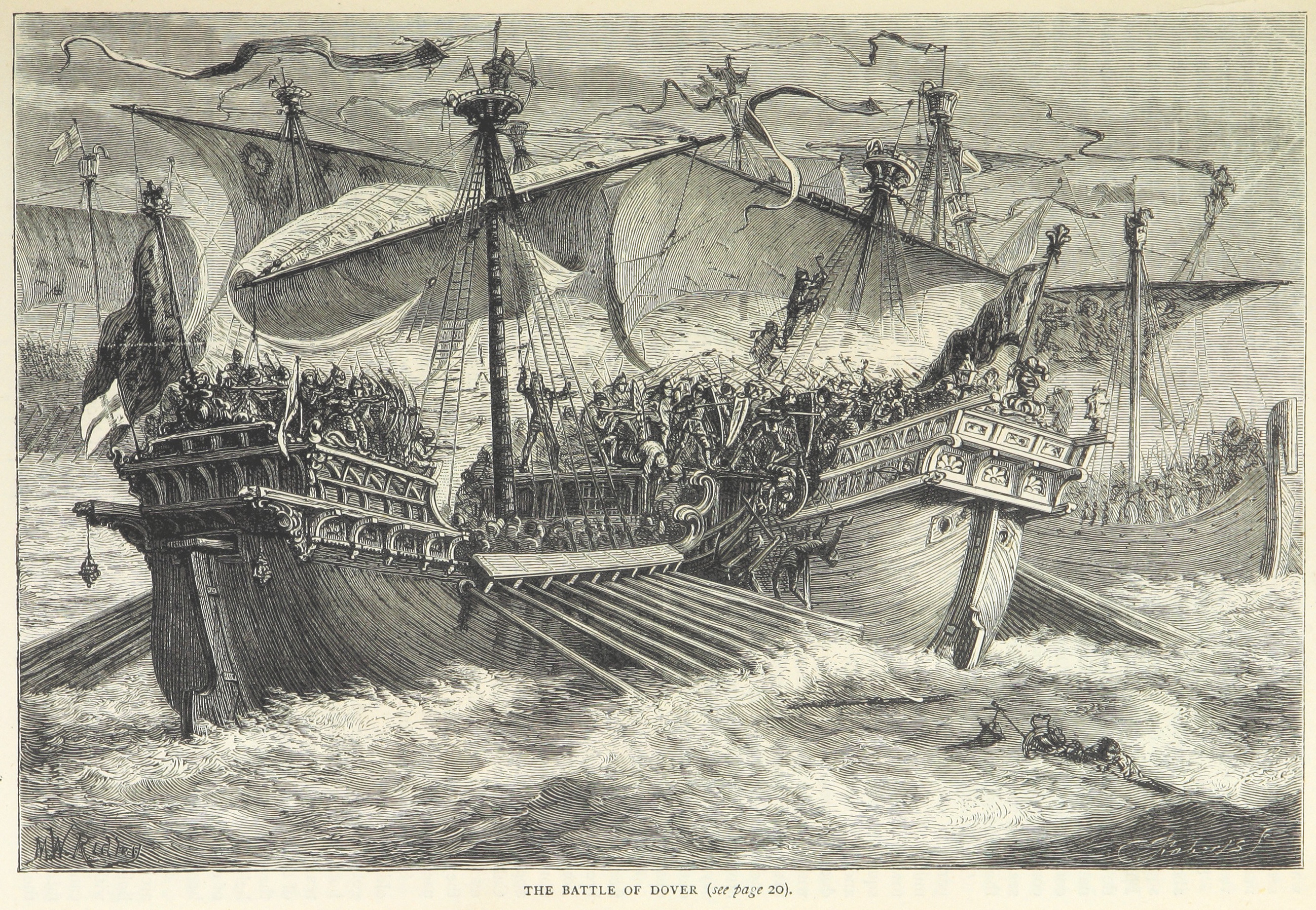
نبرد دوور به سال ۱۲۱۷
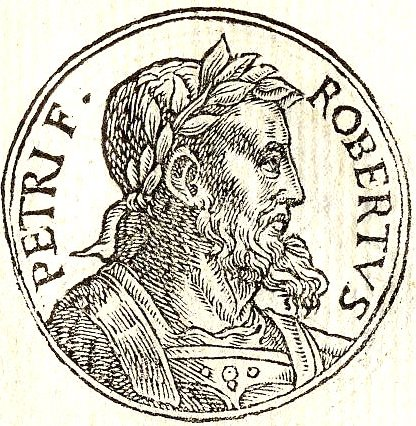
روبرت کورتنای
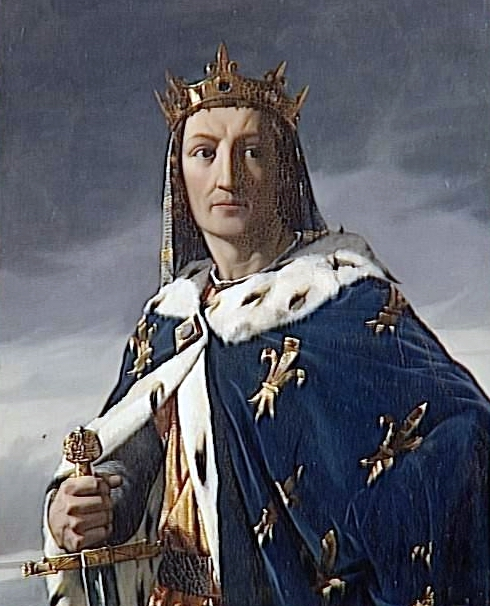
پرنس لوئی